# James Somerville
Sir James Fownes Somerville GCB GBE DSO DL (Weybridge, 17 de julho de 1882 – Dinder, 19 de março de 1949) foi um oficial da Marinha Real Britânica. Ele serviu na Primeira Guerra Mundial como oficial na frota do Mediterrâneo, onde esteve envolvido no fornecimento de apoio naval para a Campanha de Galípoli. Ele também serviu na Segunda Guerra Mundial como comandante da Força H: após o armistício francês com a Alemanha, Winston Churchill deu a Somerville e à Força H a tarefa de neutralizar o principal elemento da frota de batalha francesa, então em Mers El Kébir em Argélia. Depois de destruir a frota de batalha francesa, Somerville desempenhou um papel importante na perseguição e naufrágio do navio alemão Bismarck.
Somerville mais tarde tornou-se Comandante-em-Chefe da Frota Oriental. Em abril de 1942, o poderoso ataque do almirante Chūichi Nagumo no Oceano Índico causou pesadas perdas à sua frota. No entanto, na primavera de 1944, com reforços, Somerville foi capaz de partir para a ofensiva numa série de ataques aéreos nas Índias Orientais Holandesas ocupadas pelos japoneses. Ele passou o resto da guerra no comando da delegação naval britânica em Washington, D.C..